# Another Place, Another Time (brano di Jerry Lee Lewis)
Another Place, Another Time è una canzone scritta dal cantautore di musica country Jerry Chesnut.
il brano, originariamente inciso da Del Reeves, fu portato al successo grazie alla cover di Jerry Lee Lewis.
Another Place, Another Time è considerata la canzone di ritorno di Jerry Lee Lewis nelle classifiche statunitensi; il brano infatti lo riporta al successo che aveva avuto in precedenza negli anni ‘50 e che si era dissoluto a causa dello scandalo del matrimonio con sua cugina, l’allora tredicenne Myra Lewis Williams.
Il brano fa parte dell’anonimo album di Jerry Lee Lewis Another Place, Another Time.
La versione di Jerry Lee è stata candidata per un Grammy Award.

## Classifiche
| Classifiche 1968 (secondo Billboard)                                            | Posizione massima |
| ------------------------------------------------------------------------------- | ----------------- |
| Billboard Hot 100 degli Stati Uniti                                             | 97                |
| Billboard Hot Country degli Stati Uniti (classifica riservata ai brani country) | 4                 |